# Oleksij Schurawko

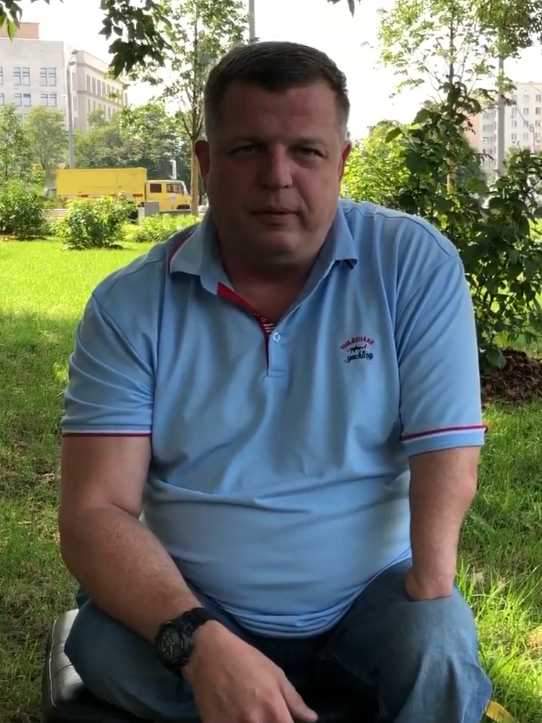
Oleksij Schurawko (2019)

Oleksij Walerijowytsch Schurawko (ukrainisch Олексій Валерійович Журавко; * 21. April 1974 in Schowti Wody; † 25. September 2022 in Cherson) war ein ukrainischer (Partei der Regionen) bzw. russischer (ab Juli 2022 Einiges Russland) Politiker, nachdem er die russische Staatsbürgerschaft angenommen hatte.
Schurawko war nach der Parlamentswahl in der Ukraine 2007 bis zum Jahr 2012 Mitglied des ukrainischen Parlamentes, der Werchowna Rada. Im April 2013 wurde er zum Regierungsbeauftragten für die Rechte der Behinderten ernannt.
Oleksij Schurawko verbrachte seine Kindheit zuerst in einem Waisenhaus seiner Geburtsstadt Schowti Wody und von Mai 1978 bis 1990 in einem Waisenhaus in Zjurupynsk. Er war verheiratet, seine Tochter wurde 2007 geboren.
Schurawko verließ die Ukraine 2015 und lebte seither in Russland, wo er im Juli 2022 die russische Staatsbürgerschaft bekam und der russisch-nationalistischen Partei Einiges Russland beitrat.
Im Dezember 2020 erklärte der ukrainische Geheimdienst Sluschba bespeky Ukrajiny, dass Schurawko verdächtigt werde, eine terroristische Organisation gegründet zu haben und die verfassungsmäßige Ordnung des Landes beseitigen zu wollen.
Am 25. September 2022 starb Schurawko bei einem ukrainischen Raketenangriff auf das russisch besetzte Cherson.